# Långsån (naturreservat)
Långsån är ett naturreservat i Härjedalens kommun i Jämtlands län.
Området är naturskyddat sedan 2014 och är 30 hektar stort. Reservatet omfattar Långsån med stränder från sjön Lången till Stensjön. I ån finns flodpärlmussla och öring. 